# Джевизли (район Малтепе)
„Джевизли“ (на турски: Cevizli, в превод „лешник“) е квартал в район „Малтепе“ в Истанбул, Турция. Намира се в анадолската част на града и граничи с кварталите „Ялъ“, „Баларбашъ“, „Гюлсую“ и „Есенкент“ от район „Малтепе“, както и с кварталите „Джевизли“ и „Орхантепе“ в район „Картал“.
В квартала има няколко търговски центъра като „Малтепе Парк“, „Пиаца“ и „Ритим Истанбул“.